# ラルグスリテール
株式会社ラルグスリテールは、本社を新宿区に置く自動車用アフターパーツの開発・製造および販売を手掛ける日本の企業である。製品は「ラルグス」（LARGUS）ブランドで販売されている。

## 概要
一般には全長調整式の車高調キットで知られているメーカーだが、1998年の設立当初はマフラーを展開していた。
2000年からはスタビライザーの展開を開始し、翌2001年から2006年までD1グランプリに出場していた古口美範のスポンサー活動を行うと同時に、他多数のD1ドライバーにスタビライザーを供給していた。
2005年からはテールランプと、近年の主力商品となっている全長調整式の車高調キットの展開を開始。新型の日本車・欧州車から絶版車・旧車まで対応し、幅広く商品を展開している。
2022年には、内径が自社の車高調キット（ID62）用でない、ID65のスプリングをリリースした。
加えて、自社の車高調キットの換装用、及び汎用品としても使用できるオプションパーツの調整式ピロアッパーマウントや、予めそれが組み込まれた車高調キットもリリースしている。
同年4月6日、レーシングドライバーの木下隆之のニュルブルクリンク24時間レース参戦のサポートを発表し、Schubert MotorsportからBMW M2CS Racingで出走した木下隆之はクラス優勝を果たした。
2023年1月27日、スマートフォン、タブレット向けのレースシミュレーションゲーム、Assoluto Racingとのコラボレーションが発表され、4日後の1月31日に行われたアップデートで、ゲーム内の複数のコースにラルグスのロゴ看板が設置された。
2023年4月17日、公式アンバサダーのバーチャルYouTuber、如月すてあがデビューした。キャラクターデザインは千種みのり。
車高調キット、及びスプリングやキャンバーボルトなどのサスペンション関連パーツに加えて、近年ではリアピラーバーなどのボディ補強パーツも展開している。

## 沿革
- 1998年 : ラルグス（LARGUS）製品の開発・製造・販売を目的として株式会社ラルグスリテールを設立。
- 2001年 : D1グランプリに出場していた古口美範のスポンサー活動を開始。
- 2006年 : 古口美範のスポンサー活動を終了。
- 2014年 : SEMAショーに出展。
- 2015年 : 本社を東京都新宿区西新宿6丁目10番1号に移転。
- 2016年 : 東京オートサロンに出展。
- 2017年 : 東京オートサロンに出展。
- 2022年 : ニュルブルクリンク24時間レースに参戦する木下隆之のサポートを表明。
- 2023年 : Assoluto Racingとのコラボレーションを行う。
- 2023年 : 公式アンバサダーのバーチャルYouTuber、如月すてあがデビュー。

## 関係人物

### 過去関わりのあった人物
- 古口美範 : D1グランプリに参戦。